# Eulophinusia auritibiae
Eulophinusia auritibiae är en stekelart som först beskrevs av Girault 1925.  Eulophinusia auritibiae ingår i släktet Eulophinusia och familjen finglanssteklar. Inga underarter finns listade i Catalogue of Life.